# Celisaltica
Celisaltica is een geslacht van kevers uit de familie bladkevers (Chrysomelidae).
De wetenschappelijke naam van het geslacht werd in 2001 gepubliceerd door Biondi.

## Soorten
- Celisaltica ruwenzorica Biondi, 2001